# 田邊修
田邊修（日语：田辺修，1965年—）是出生於日本岡山縣的男性動畫師。

## 經歷
自岡山大學畢業後，田邊修在動畫師生涯裡最初是進入Oh!Production裡工作，之後以自由職業身份持續一段時期、則進入了吉卜力工作室。而田邊修在吉卜力裡是以參與製作高畑勳拍攝的動畫片為主。
在執導影片經驗方面，田邊修與同工作室的百瀨義行曾在1999年吉卜力推出的動畫《隔壁的山田君》中，一同協助該片導演高畑勳處理執導影片的事務。而當時田邊修的表現則被高畑勳事後表示著「缺他不可」。
2001年後田邊修開始執導吉卜力工作室為一些如朝日飲料、或是讀賣新聞等公司企業在電視上播出的廣告動畫，並也在2005年推出由女歌手拜鄉芽衣子負責配樂歌曲的短篇音樂動畫《DoReDoRe之歌》。

## 參與作品

### 電影動畫
- 螢火蟲之墓（1988年）：中間畫
- 阿基拉（1988年）：副中間畫檢查
- MAROKO 麿子（1990年）：原畫
- 兒時的點點滴滴（1991年）：原畫
- 平成狸合戰（1994年）：原畫
- 祈願物語（1995年）：原畫
- 安妮的日記（1995年）：中間畫
- 龍龍與忠狗劇場版（1996年）：中間畫
- 隔壁的山田君（1999年）：執導協助、分鏡圖、原畫、畫板繪製
- Ghiblies episode2（2002年）：原畫
- 冬之日（2003年）：原畫
- 駭客任務立體動畫特集（2003年）：原畫
- 天才狂歡派對（2008年）：原畫
- 輝耀姬物語（2013年）：角色造型設計、作畫設計

### 電視動畫
- 新楓葉鎮物語（1987年）：中間畫
- 十五少年漂流記（1987年）：中間畫
- 少棒小魔投（1989年）：原畫
- 彼得潘的冒險（1989年）：原畫
- 魯邦三世 再見、自由女神、危機一發！（1989年）：原畫
- 亂馬½[[[Wikipedia:格式手册/链接#章節|錨點失效]]]（1989年）：原畫
- 如風如雲（1990年）：中間畫
- 櫻桃小丸子（1995年）：開頭曲原畫
- 名犬萊西（1996年）：原畫
- 課長王子（1999年）：開頭曲原畫
- 絕對少年（2005年）：分鏡圖
- 地球防衛少年（2007年）：原畫
- 啟航吧！編舟計畫（2016年）：原畫

### OVA動畫
- 御先祖樣萬萬歲（1989年）：原畫
- THE八犬傳（1990年）：原畫
- 夢枕獏暮光劇場（1991年）：原畫
- 天地無用！（1992年）：原畫
- 三毛貓福爾摩斯系列（1992年）：原畫
- THE八犬傳～新章（1993年）：原畫
- 新·甜心戰士（1994年）：原畫
- 黃金小子（1995年）：原畫
- 貓湯（2007年）：原畫

### 音樂影片動畫
- 可攜式機場（2004年）：原畫
- space station No.9（2004年）：原畫
- DoReDoRe之歌（2005年）：執導、分鏡圖
- Piece（2009年）：原畫

### 廣告動畫
- 朝日飲料旨茶飲品廣告（2001年）：執導
- 羅森便利商店《神隱少女》預售票販售廣告（2001年）：執導
- 羅森便利商店《神隱少女》DVD販售廣告（2002年）：執導
- 讀賣新聞130週年慶企業電視廣告（2004年）：執導
- 讀賣新聞企業廣告《DoReDoRe搬家篇》：執導
- 羅森便利商店《崖上的波妞》預售票販售廣告（2008年）：執導

### 電子遊戲
- 塗鴉王國（2002年）：製作、段落內容執導

## 外部連結
- 田邊修在互联网电影资料库（IMDb）上的資料（英文）